# Бикар (атолл)
Бикар (Пигар) (англ. Bikar, марш. Pikaar [pʲi͡ɯɡɑːrˠ]) — атолл в Тихом океане в цепи Ратак (Маршалловы Острова).

## География

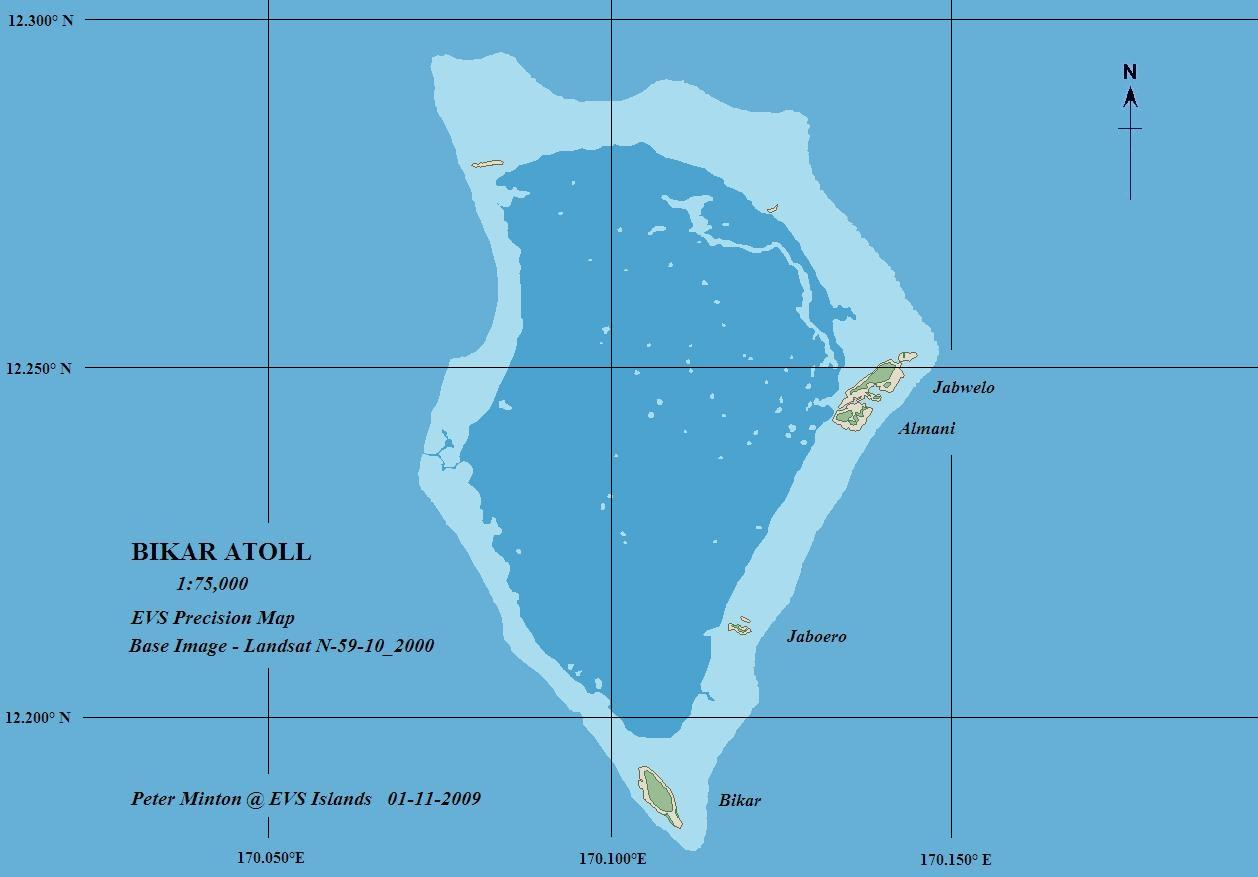
Карта атолла Бикар

Бикар находится в 85 км к северо-востоку от острова Утирик в северной части цепи Ратак. Ближайший материк, Австралия, расположен в 4000 км.
Остров имеет неправильную форму и состоит из 7 островков, или моту, являясь одним из самых маленьких островов Маршалловых Островов. Длина атолла с севера на юг составляет около 13 км, а ширина — 8 км. Площадь сухопутной части Бикара составляет 0,49 км², площадь лагун — 37,4 км². В западной части острова расположен узкий пролив, соединяющий лагуну с океаническими водами.
Остров покрыт густыми зарослями типичной для атоллов растительности, в основном пизонией. Из-за отдалённости местная экосистема практически не тронута человеком. На Бикаре гнездится большое количество морских птиц.
Климат на острове тропический. Случаются разрушительные циклоны.

## История
Согласно мифологическим представлениям маршалльцев остров был создан богом Лова.
Бикар был впервые открыт европейцами в 1840 году. Это сделал французский капитан де Розамель. Впоследствии мимо острова проплывало множество торговых и китобойных судов.
В 1860-х годах на Маршалловых островах стали появляться первые германские торговцы копрой, а в 1874 году Испания официально объявила о своих притязаниях на архипелаг. 22 октября 1885 года Маршалловы острова были проданы Испанией Германии, которая управляла архипелагом через Джалуитскую компанию. Официально германский протекторат над островами был установлен 13 сентября 1886 года. С 1 апреля 1906 года все острова архипелага были в составе Германской Новой Гвинеи, подчиняясь окружному офицеру Каролинских островов. В 1914 году Маршалловы острова были захвачены японцами. В 1922 году острова стали мандатной территорией Лиги Наций под управлением Японии. С 1947 года архипелаг стал частью Подмандатной территорией Тихоокеанские острова под управлением США. В 1979 году Маршалловы острова получил ограниченную автономию, а в 1986 году с США был подписан Договор о свободной ассоциации, согласно которому США признавали независимость Республики Маршалловы Островов. С тех пор Бикар — часть Республики Маршалловы Острова.

## Население
Бикар необитаем. Остров образует один из 33 муниципалитетов Маршалловых Островов.